# Charles Abbot, 2. baron z Colchesteru
Charles Abbot, 2. baron z Colchesteru (12. března 1798 – 18. října 1867) byl britský admirál a politik za Konzervativní stranu. Od mládí sloužil u Royal Navy, kde později dosáhl hodnosti viceadmirála. Jako dědic peerského titulu barona zasedal od roku 1829 ve Sněmovně lordů a později zastával několik funkcí v konzervativních vládách. Kromě toho byl v letech 1845 až 1847 předsedou Královské zeměpisné společnosti.

## Životopis
Byl synem  dlouholetého předsedy Dolní sněmovny Charlese Abbota, 1. barona z Colchesteru. Po absolvování prestižní Westminsterské školy se v roce 1811 zapsal do Britského královského námořnictva. V roce 1813 absolvoval Britskou královskou námořní akademii v Dartmouthu. V roce 1816 doprovázel Williama Pitta na diplomatické misi do čínského císařství. U námořnictva dosáhl v roce 1829 hodnosti kapitána, mimo aktivní službu byl nakonec povýšen na kontradmirála (1854)  a viceadmirála (1860).
V roce 1829 se stal po úmrtí svého otce členem Sněmovny lordů, kde však nijak aktivně nevystupoval. Jako přívrženec toryů, respektive Konzervativní strany nicméně později zastával vládní funkce ve dvou kabinetech 14. hraběte z Derby, v roce 1852 byl jmenován generálním intendantem armády, v tomto úřadu byl zároveň místopředsedou obchodního úřadu a stal se členem Soukromé rady Spojeného království. V další Derbyho vláde zastával post generálního poštmistra (1858–1859) a zasloužil se o zkvalitnění poštovních služeb v Británii. Jako prezident Královské zeměpisné společnosti získal v roce 1853 čestný doktorát v Oxfordu.
Jeho manželkou byla Elizabeth Law (1799–1883), sestra vlivného politika lorda Ellenborougha (1790–1871), který byl mimo jiné generálním guvernérem v Indii a ministrem námořnictva. Dědicem peerského titulu barona a členství ve Sněmovně lordů byl jejich jediný syn Reginald Abbot, 3. baron z Colchesteru (1842–1919).